# 薛曼 (夢工廠)
薛曼(英語：Sherman)，台灣版本又稱薛小曼。是夢工廠2014年電影《皮巴弟先生與薛曼的時光冒險》的主角之一。皮巴弟先生領養的兒子。潘妮的同學，對潘妮有好感。
原文配音為Max Charles，中國普通話配音為朱佳煜。

## 個性
薛曼是一個非常聰明的男孩。起初，他和潘妮互相討厭，但後來他們產生了深厚的友誼(或可稱他們互相對對方有好感)。
薛曼很服從皮巴弟先生的話，因為薛曼看著皮巴弟先生那些高不可及的成就，內心早已被：「皮巴弟先生說的都是對的。」這種想法困住。例如每當潘妮要求薛曼做一些比較危險的事情，他總是說「但皮巴弟先生說......」。 
然而，他忠誠於那些他所愛，如潘妮和皮巴弟先生：像是他冒著破壞時空的危險也要前往自己所在的時空－儘管皮巴弟先生警告過他，前往自己存在的時空是危險的－只為了救皮巴弟先生。

## 在電影裡
薛曼上學的第一天，皮巴弟先生給了他一個哨子，讓他遇到危險時用。在課堂上，薛曼稱喬治·華盛頓從來沒有砍倒櫻桃樹，招惹到了他的同班同學潘妮。午餐時，潘妮過來嘲笑薛曼，稱他是狗（她早上有見到皮巴弟先生送他上學）。她打走他的手上的金槍魚三明治後，薛曼就去把它撿起來，潘妮又趁機把他的哨子拿走。當薛曼要搶回他的哨子時，潘妮就用手勒住他的脖子，並要求他承認自己是狗。於是薛曼就咬了她，導致顧仁園女士對皮巴弟先生提出警告，若他不適任就要帶走薛曼。
第二天晚上，潘妮和她的父母都來吃飯。在皮巴弟先生的催促下，他試圖與潘妮打好關係，但因為提到喬治·華盛頓的事，導致薛曼只能現出皮巴弟先生交代不能說的時光機。薛曼又被潘妮的話刺激，進而操控時光機回到過去。結果潘妮就留在古埃及。皮巴弟先生知道後就帶著薛曼前往古埃及，在古埃及時潘妮和圖坦王訂婚，但得知圖坦王死後(圖坦王得年18)必須隨他陪葬，因此反悔，卻還是被強行帶走。皮巴弟先生和薛曼就被關進人面獅身像裡，當他們尋找出路時，薛曼一直在嘟囔圖坦卡門，皮巴弟先生就認為薛曼是在吃醋－他喜歡潘妮。後來皮巴弟先生發現出口，因此逃脫。之後他們讓皮巴弟先生冒充阿努比斯，威脅眾人：若不停止婚禮就會帶來瘟疫。該計劃原本進展順利，直到阿努比斯雕像的下巴坍塌，露出皮巴弟和薛曼。隨後他們趕緊跑回時光機。
之後因時光機燃料不足而被迫降落歐洲的文藝復興時期，請求達文西的協助。接著在皮巴弟先生和達文西處理時光機時，潘妮和薛曼就去探險，在達文西的工作室裡，潘妮啟動了達文西的飛行器。當他們在佛羅倫斯空中飛行時，兩個人的關係越來越密切：潘妮開玩笑的潑薛曼河水。不過後來飛行器墜落，他們還差點沒命。皮巴弟先生對薛曼和潘妮感到非常生氣。
回程，皮巴弟先生責罵潘妮讓薛曼變成一個不良少年。於是潘妮說：「如果你是一個偉大的父親，為什麼顧人怨要把薛小曼帶走？」。 這導致薛曼和皮巴弟先生吵架翻臉。
當三人在時，薛曼跑去加入希臘軍隊。當皮巴弟和潘妮找到他時，薛曼不聽皮巴弟先生對他的警告，還是去打仗。當戰鬥開始時，薛曼因為害怕而決定他並不想成為一名戰士，趕緊利用皮巴弟先生給他的特殊哨子。之後，意外滾走，當特洛伊木馬在懸崖邊停住時，潘妮的裙子竟然被釘子勾住，薛曼就趕緊前去救她，但這一舉動也造成重心偏移，使得特洛伊木馬掉下去，當時，皮巴弟先生利用槓桿原理把薛曼和潘妮彈射出去，自己就掉下去了。薛曼發現皮巴弟先生已經去世，薛曼和潘妮就開始哭泣。隨後，薛曼想到一個方法可以救皮巴弟先生，但是必須回到自己存在的時空，所以薛曼和潘妮就強制回到他們已經存在的時空－為了挽救這一切。
在時光機墜落後捕狗大隊就把皮巴弟先生抓走，但在這時薛曼說了：「我也是一隻狗。」，使得全場的人都贊同，之後潘妮還走近薛曼，對他說：「我也想當一隻狗。」，隨後抱住薛曼。
皮巴弟先生與薛曼搭乘時光機前往未來，果然成功把古代事物吸回去，這時阿伽門農也順便把顧仁園帶走了。但是皮巴弟先生和他卻不見蹤影，當眾人感到悲傷時，時光機就突然出現，讓大家鬆了一口氣。
隔天，薛曼和潘妮成為玩伴，邊聊天並一起走進學校。

### 網站
- Dreamworks Wiki

## 外部連結
- Dreamworks Wiki-薛曼 (英語)
- 中文世界大典-薛曼
- 電影維基-薛曼
- Mr. Peabody & Sherman Wiki-薛曼 (英語)